# Пачинское сельское поселение (Кировская область)
Пачинское сельское поселение — муниципальное образование в составе Тужинского района Кировской области. 
Административный центр — село Пачи.

## История
Пачинское сельское поселение образовано 1 января 2006 года согласно Закону Кировской области от 07.12.2004 № 284-ЗО.

## Население
| 2010 | 2012 | 2013 | 2014 | 2015 | 2016 | 2017 |
| ---- | ---- | ---- | ---- | ---- | ---- | ---- |
| 612  | ↘545 | ↘512 | ↘473 | ↘463 | ↘429 | ↘403 |
| 2018 | 2019 | 2020 | 2021 |      |      |      |
| ↘378 | ↘351 | ↘345 | ↘303 |      |      |      |

## Состав
| №  | Населённый пункт | Тип населённого пункта       | Население |
| -- | ---------------- | ---------------------------- | --------- |
| 1  | Пачи             | село, административный центр | 273       |
| 2  | Большие Пачи     | деревня                      | 0         |
| 3  | Вынур            | деревня                      | 85        |
| 4  | Гришкино         | деревня                      | 0         |
| 5  | Кидалсоло        | деревня                      | 73        |
| 6  | Киляково         | деревня                      | 12        |
| 7  | Малые Пачи       | деревня                      | 10        |
| 8  | Полушнур         | деревня                      | 103       |
| 9  | Устье            | деревня                      | 53        |
| 10 | Фомино           | деревня                      | 3         |